# Gemeenteveren Amsterdam

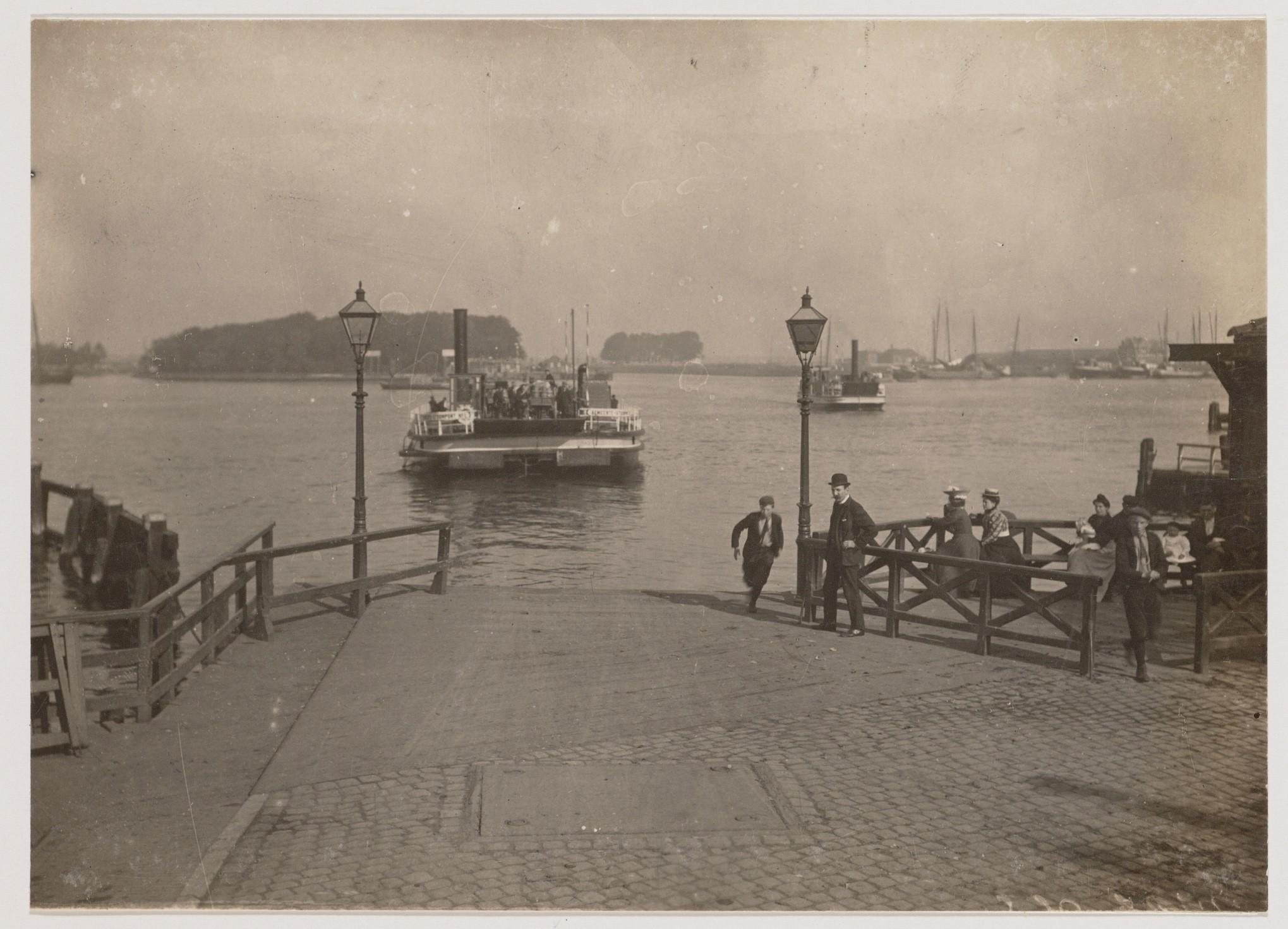
Gemeenteveren

Gemeenteveren Amsterdam (GV) is opgericht op 1 januari 1897 voor de veerdiensten op het Amsterdamse IJ. Ook werden er veerdiensten op de Amstel onderhouden. Per 1 januari 1943 ontstond het Gemeentevervoerbedrijf Amsterdam door fusie van de Gemeenteveren met de Gemeentetram Amsterdam.
Zie verder: Amsterdamse veren.